# Suvarnadurg
Suvarnadurg, de vegades Severndroog, Suvarndrug o Suvarndurg, és una illa i fortalesa propera a Harnai (Harne) a Konkan, entre Bombai i Goa a 17 km al nord de Dapoli. La fortalesa està formada realment per dos forts: Kanakdurg a terra i Suvarnadurg a mar (a l'illa) i suposadament estaven unides per un túnel però no s'ha trobat. Fou construïda pels adilxàhides de Bijapur i conquerida per Sivaji el 1660. Inicialment va servir per fer front al sidis de Janjira i contra els europeus, i va esdevenir una base naval maratha on es construïen vaixells.
El peshwa va nomenar Angria com almirall de les forces navals marathes el 1698. Dominava el 1710 la fortalesa de Severndroog, i l'illa de Vijayadurg al sud de Bombai, que feia servir com a base pels atacs als vaixells britànics i la seva audàcia el va portar a atacar fins prop del mateix Bombai i el 1712 va rebre un fort pagament per no atacar vaixells britànics de la Companyia Britànica de les Índies Orientals, pacte que va respectar. En els següents anys (1713-1714) les seves bases i poder es van incrementar i va regir un virtual principat.
El seu domini va passar a la seva mort el 1729 als seus fills Sumbhaji i Mannaji i principalment el primer; van continuar els èxits en els seus atacs i el 1736 van capturar una flota de Derby amb un important carregament (tot l'or que necessitava la companyia per un any). El 1743 Tulaji Angria, germanastre de Sumbhaji, el va succeir, i va iniciar atacs fins i tot als vaixells escortes però fou atacada i destruïda per una força naval dirigida per l'almirall William James el 2 d'abril de 1755. Toolaji fou empresonat i la flota destruïda. La dona de l'almirall va construir un castell de nom Severndroog al sud-est de Londres, en commemoració de la victòria. A l'interior del fort Kanakdur, al promontori Harnai, es va construir un far.